# Ruby Bridges

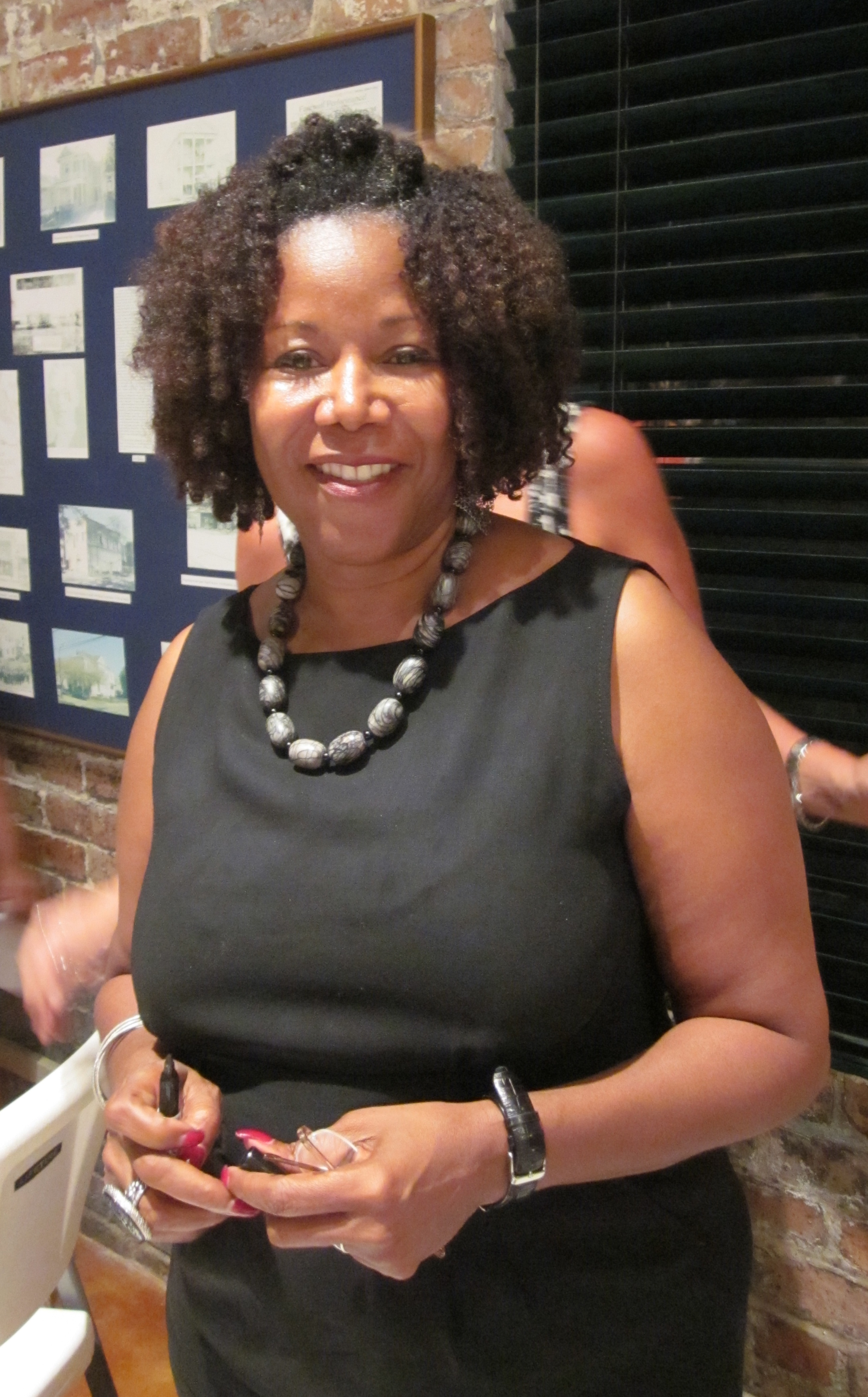
Ruby Bridges Hall, 21 september 2010

Ruby Nell Bridges (8 september 1954) werd als eerste zwarte leerling toegelaten op de William Frantz Public School in New Orleans, een basisschool met uitsluitend witte leerlingen.

## Biografie

### Eerste levensjaren
Bridges werd geboren in Tylertown, Mississippi, als eerste dochter van Aborn en Lucille Bridges. Toen zij vier jaar was, verhuisde het gezin naar New Orleans. Haar vader ging er aan de slag als bediende in een politiebureau, haar moeder werkte 's nachts om de familie te kunnen voorzien in hun onderhoud.

### Einde van de segregatie in het Zuiden

#### Gerechtelijke uitspraak
Op gerechtelijk bevel werden de scholen van New Orleans in 1960 verplicht zwarte leerlingen toe te laten. Hiermee wilde men de integratie van zwarte kinderen in witte scholen bevorderen. Een test bepaalde of zwarte kinderen al dan niet werden toegelaten. Bridges slaagde voor deze test, samen met nog vijf andere kinderen. Van de zes kinderen bleven er twee op hun oude school, drie gingen naar Mc Donaugh, Bridges ging als enige naar William Frantz Public School.
Bridges' vader twijfelde erover zijn dochter naar de school te sturen, haar moeder zag het als een grote stap vooruit voor alle zwarte kinderen en kon haar man overtuigen.

#### Eerste schooldag
Er werd geprobeerd het gerechtelijk bevel op alle mogelijke manieren tegen te houden. Hierdoor miste Bridges de start van het schooljaar in haar nieuwe school. Pas op 14 november 1960 ruilde ze haar oude school in voor de William Frantz Public School. Op die dag stapte Bridges samen met haar moeder, onder escorte van US Marshals, voor het eerst naar William Frantz. Aan de schoolpoort werden ze opgewacht door een woedende menigte, mensen schreeuwden racistische slogans. Bridges zei later dat de volkstoeloop en het rumoer haar deden denken aan Mardi Gras. Door alle commotie die door haar aankomst werd veroorzaakt, geraakte Bridges niet tot aan haar leslokaal. Samen met haar moeder bleef ze de hele dag in het bureau van de schooldirecteur.
Vanaf het moment dat Bridges leerling van de basisschool William Frantz werd, haalden witte ouders hun kinderen massaal van school. Alle leerkrachten weigerden les te geven aan een zwarte leerling, behalve Barbara Henry (afkomstig uit Boston). Vanaf de tweede dag gaf zij les aan Bridges, die gedurende dat jaar haar enige leerling zal zijn.

#### Protest en de gevolgen
Het immense protest bleef niet bij het scanderen aan de schoolpoort. Een vrouw dreigde ermee Bridges te vergiftigen, hierdoor mocht ze niet naar de schoolkantine en kon ze alleen zaken eten die ze van thuis had meegebracht. Ze bleef onder escorte van de US Marshals.
De gevolgen voor de familie bleven niet lang uit. Bridges' vader werd ontslagen. De kruidenier waar de familie hun inkopen deed wilde niet langer dat ze bij hen hun boodschappen deden. Haar grootouders, die al 25 jaar deelpachter waren op een boerderij in Mississippi, werd verzocht te verhuizen.
Enkele witte ouders beslisten tegen het protest in te gaan en lieten hun kinderen wel op de basisschool. Mensen van over het hele land stuurden de familie steunbetuigingen en cadeaus. Een buur gaf Bridges' vader een baan als huisschilder. Anderen pasten op de kinderen van het gezin of hielden de herrieschoppers uit hun buurt. Kinderpsychiater Robert Coles begeleidde Bridges gedurende haar eerste jaar in William Frantz. Elke week bracht hij Bridges thuis een bezoek en spraken ze over hoe het op school ging. Hij schreef een boek om kinderen het verhaal van Bridges te leren kennen: "The story of Ruby Bridges". Aan het einde van het schooljaar was het protest grotendeels uitgedoofd en in september van het nieuwe schooljaar was het helemaal verdwenen. Bridges zat dan samen met andere kinderen in de klas, onder hen zelfs enkele zwarte kinderen. Het leek of de moeilijke periode van de schoolintegratie van zwarte kinderen achter de rug was.

### Verdere leven

#### Gezin
Bridges trouwde in 1984 met Malcolm Hall en ze kregen vier zonen. Zij werkte vijftien jaar als reisagente maar na de geboorte van haar kinderen werd ze fulltime huismoeder. In 2005 verloor Bridges haar huis bij de doortocht van orkaan Katrina.

### William Frantz
Toen Bridges in 1993 even de zorg voor de dochters van haar overleden broer op zich nam en hen naar school bracht, keerden de herinneringen bij haar terug. Ze besloot vrijwilliger te worden in de school. Ze werd de contactpersoon tussen de ouders en de school. Via de uitgever van het boek van dokter Coles kwam Barbara Henry Bridges weer op het spoor. Na vele jaren namen ze opnieuw contact op. Nadien gingen ze samen langs scholen om hun verhaal te doen. De William Frantz Public School werd grotendeels verwoest door orkaan Katrina in 2005. The Ruby Bridges School of Community Services & Social Justice krijgt er een plaats bij de heropbouw van de school en zal focussen op rechtvaardig onderwijs waar culturele verschillen als een verrijking worden gezien.

### The Ruby Bridges Foundation
Deze stichting werd in 1999 door Bridges opgericht. De missie van de stichting is blijvend de aandacht vestigen op tolerantie en respect voor al wie anders is. Zelf zegt ze het volgende: "racisme is een ziekte van volwassenen en we moeten ermee ophouden onze kinderen te gebruiken om ze te verspreiden".

## Erkenningen
- Op 8 januari 2001 ontving Bridges de Presidential Citizens Medal uit handen van president Bill Clinton.
- In oktober 2006 droeg the Alameda Unified School District een nieuwe basisschool op aan Bridges.
- In november 2006 werd ze gehuldigd op de Anti Defamation League's Concert Against Hate.
- In 2007 bracht het Children's Museum of Indianapolis een tentoonstelling over de levens van Bridges, Anne Frank en Ryan White.
- In 2010 was er een reünie tussen Bridges en Pam Foreman Testroet. Pam was het eerste blanke kind dat tegen de boycot inging.
- In 2011 bezocht Bridges de St. Pauls Episcopal School, in Oakland. Haar bezoek viel samen met de onthulling van het Remember Them-monument van Mario Chiodo, waaronder een beeldhouwwerk van de jonge Bridges.
- Op 19 mei 2012 ontving Bridges een eregraad van Tulane University op de jaarlijkse afstudeerceremonie.

### Schilderij van Rockwell
The Problem We All Must Live With, een schilderij van Norman Rockwell, toont hoe de jonge Bridges onder begeleiding van vier grote mannen naar school wandelt. De afbeelding stond in 1964 op de omslag van het tijdschrift Look. 

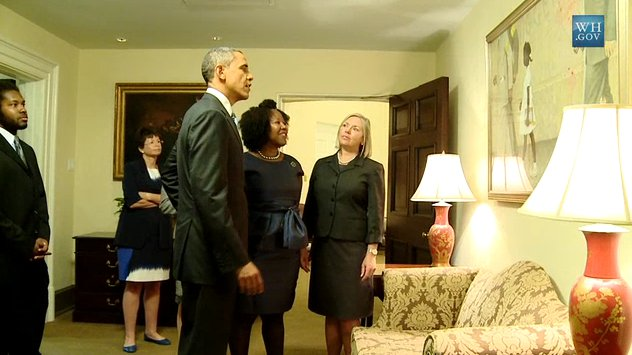
Bridges en president Obama bij het schilderij van Norman Rockwell in 2011

## Publicaties
- Bridges Hall, Ruby. Through My Eyes, Scholastic Press, 1999.
- Coles, Robert. The Story of Ruby Bridges, Scholastic Press, 1995.